# شري
شري هي مركز من مراكز إمارة منطقة القصيم، تقع شمال بريدة على مسافة 120 كيلومتر. ويقطنها 4096 نسمة.